# افغانستان در المپیک تابستانی ۲۰۱۶
ورزشکاران افغانستان در مسابقات تابستانی المپیک ۲۰۱۶ در ریو دو ژانیرو برزیل از ۵ تا ۲۱ اوت ۲۰۱۶ به رقابت پرداختند.

## دو و میدانی
افغانستان در مسابقات انتخابی سهمیه المپیک نتوانست سهمیه کسب کند به همین دلیل کمیته المپیک به افغانستان سه سهمیه افتخاری داد. در رشته دو و میدانی از طرف IAAF به دو ورزشکار (یک مرد و یک زن) سهمیه داده شد تا در این مسابقات به رقابت بپردازند.
کلید
- توجه داشته باشید–رتبه داده شده برای پیگیری حوادث درون ورزشکار گرما تنها
- Q = واجد شرایط برای دور بعدی
- q = واجد شرایط برای دور بعدی به عنوان سریع‌ترین بازنده و یادر زمینه حوادث با موقعیت بدون دستیابی به این هدف مقدماتی
- NR = رکورد ملی
- N/A = دور قابل اجرا نیست برای این رویداد
- خداحافظ = ورزشکار نیاز به رقابت در دور

مسیر و جاده ها، حوادث
| ورزشکار         | رویداد        | گرما     | گرما | چهارم     | چهارم     | نیمه نهایی | نیمه نهایی | نهایی     | نهایی     |
| ورزشکار         | رویداد        | زمان     | رتبه | زمان      | رتبه      | زمان       | رتبه       | زمان      | رتبه      |
| --------------- | ------------- | -------- | ---- | --------- | --------- | ---------- | ---------- | --------- | --------- |
| عبدالوهاب ظاهری | مردان ۱۰۰ متر | ۱۱٫۵۶    | ۷    | صعود نکرد | صعود نکرد | صعود نکرد  | صعود نکرد  | صعود نکرد | صعود نکرد |
| کیمیا یوسفی     | زنان ۱۰۰ متر  | 14.02 NR | ۸    | صعود نکرد | صعود نکرد | صعود نکرد  | صعود نکرد  | صعود نکرد | صعود نکرد |

## جودو
افغانستان از طرف کمیته سه جانبه judoka اجازه یافت تا یک نماینده در نیم دسته سنگین وزن (۱۰۰ کیلوگرم) برای بازی در مسابقات المپیک اعزام کند.
| ورزشکار         | رویداد             | دور از ۶۴               | دور از ۳۲    | دور ۱۶       | یک چهارم نهایی | نیمه نهایی   | شانس دوم     | نهایی        | نهایی     |
| ورزشکار         | رویداد             | مخالفت نتیجه            | مخالفت نتیجه | مخالفت نتیجه | مخالفت نتیجه   | مخالفت نتیجه | مخالفت نتیجه | مخالفت نتیجه | رتبه      |
| --------------- | ------------------ | ----------------------- | ------------ | ------------ | -------------- | ------------ | ------------ | ------------ | --------- |
| محمد توفیق بخشی | مردان -۱۰۰ کیلوگرم | فنسکا (POR) · L 000-100 | صعود نکرد    | صعود نکرد    | صعود نکرد      | صعود نکرد    | صعود نکرد    | صعود نکرد    | صعود نکرد |